# جوسيب ماريا نوغيس
جوسيب ماريا نوغيس (بالإسبانية: Josep Maria Nogués)‏ هو لاعب كرة قدم ومدرب كرة قدم إسباني، ولد في 29 أبريل 1959 في برشلونة في إسبانيا. لعب مع ريال بيتيس.